# 28667 Whithagins
28667 Whithagins è un asteroide della fascia principale. Scoperto nel 2000, presenta un'orbita caratterizzata da un semiasse maggiore pari a 2,7874520 UA e da un'eccentricità di 0,1169743, inclinata di 4,20790° rispetto all'eclittica.